# Papa João XVIII
João XVIII (em latim: Ioannes XXIII), nascido Giovanni Fasano; (Roma, 960 — Roma, 31 de julho de 1009) foi o 141.º Papa da Igreja Católica e Soberano dos Estados Papais de 25 de dezembro de 1003 até a data de sua morte. Ele exerceu pouco poder temporal, governando durante a luta entre João Crescêncio e o imperador Henrique II pelo controle de Roma. Foi eleito sucessor do Papa João XVII, cujo pontificado durou poucos meses.

## Família
João nasceu na família Fasano em Roma. Seu pai era um sacerdote, chamado Leão de acordo com Johann Peter Kirsch, ou Ursus de acordo com Horace K Mann.

## Pontificado
João deve sua eleição à influência e poder do clã Crescêncio. Durante todo o seu pontificado, ele foi supostamente subordinado ao chefe dos Crescêncios, que controlava Roma, o patricius (um líder militar aristocrático) João Crescêncio III. Este período foi interrompido por contínuos conflitos entre o imperador otoniano Henrique II e o Arduíno de Ivrea, que reivindicou o Reino da Itália em 1002 após a morte do imperador Otto III. Roma foi assolada por surtos de peste e os sarracenos operavam livremente a partir do emirado da Sicília devastando as costas do Tirreno.
Como papa, João XVIII ocupou seu tempo principalmente com detalhes da administração eclesiástica. Ele autorizou uma nova Diocese de Bamberg para servir de base para a atividade missionária entre os eslavos, uma preocupação de Henrique II. Ele também julgou o exagero dos bispos de Sens e de Orléans em relação aos privilégios do abade de Fleury. John teve sucesso em criar, pelo menos temporariamente, uma reaproximação entre as igrejas oriental e ocidental. Seu nome podia ser encontrado em dípticos orientais e ele era orado por ele em missas em Constantinopla.
João XVII abdicou em julho de 1009 e, de acordo com um catálogo de papas, retirou-se para um mosteiro, onde morreu pouco depois.  Seu sucessor foi o Papa Sérgio IV.